# Choshi
Choshi (Japans: 銚子市, Chōshi-shi) is een Japanse stad in het noordoosten van de prefectuur Chiba, gelegen aan de monding van de rivier de Tone. Haar naam dankte de stad aan de vorm van die riviermonding, die op de tuit van een traditionele langstelige sake-schenkpot (銚子, chōshi ) gelijkt.
Sedert het begin van de Edoperiode (1600-1868) maakte Choshi opgang als vissershaven, producent van shoyu (Japanse sojasaus), en transporteur van goederen over de Tone. Ook vandaag wordt de economische activiteit door elk van die sectoren beheerst. Zo haalt de kust- en oceaanvisserij van Choshi onder de Chibaanse havens de grootste vangst aan sardine, bonito en tonijn, heeft de stad een belangrijke visverwerkende industrie, en bleven een aantal gerenommeerde shoyumakers er gevestigd. In 1933 verkreeg de gemeente van de Japanse regering de titel "stad". Choshi telt een bevolking van ongeveer 74.788 inwoners op een oppervlakte van 83,87 km².
Ten zuidoosten van de stad liggen twee kapen, waarvan de Kaap Inubo het meest oostelijk ligt en men op de kaap Kaap Nagasaki de vroegste eerste zonsopgang van het jaar kan zien.

## Galerij

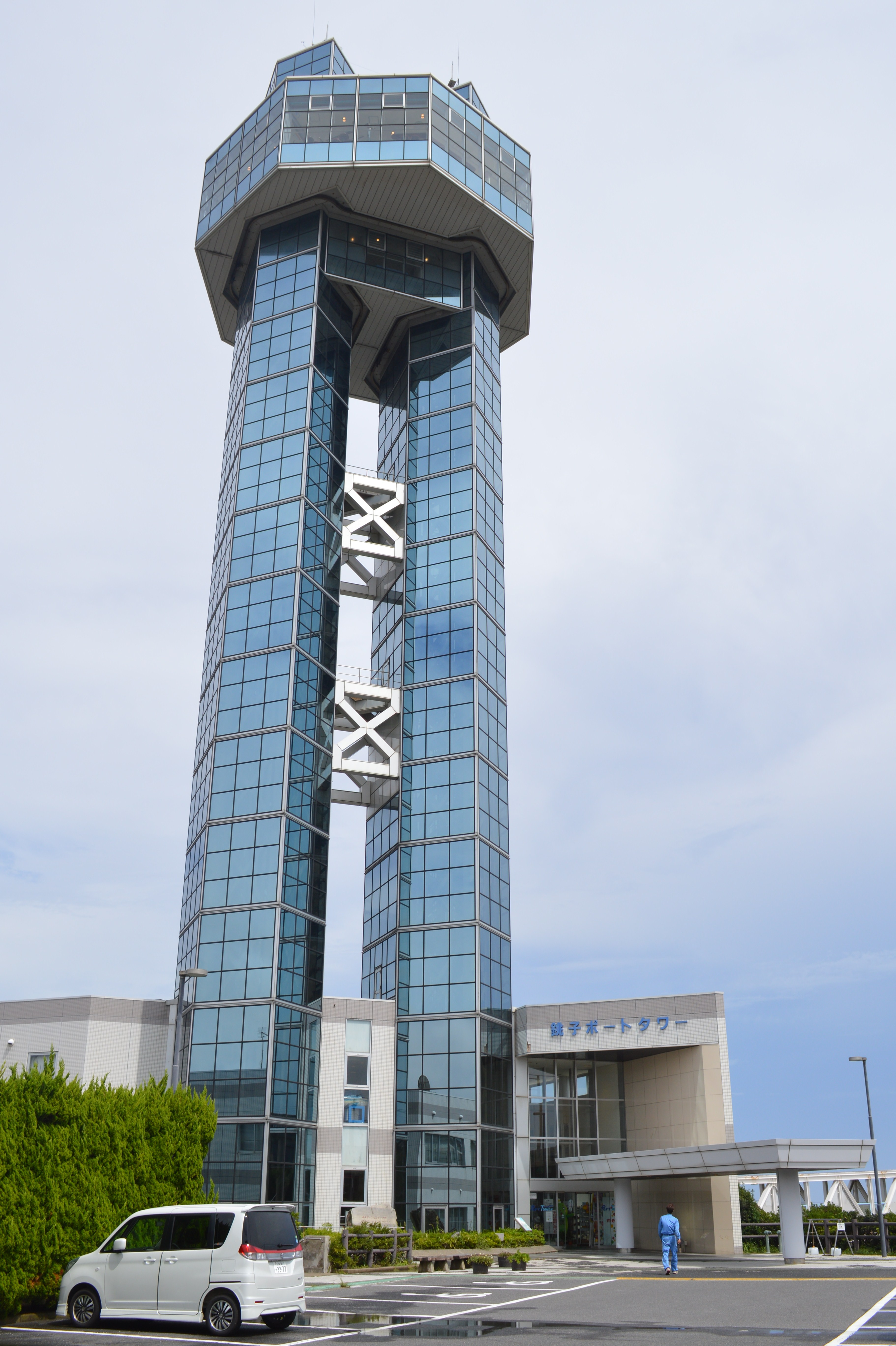
Haventoren van Choshi
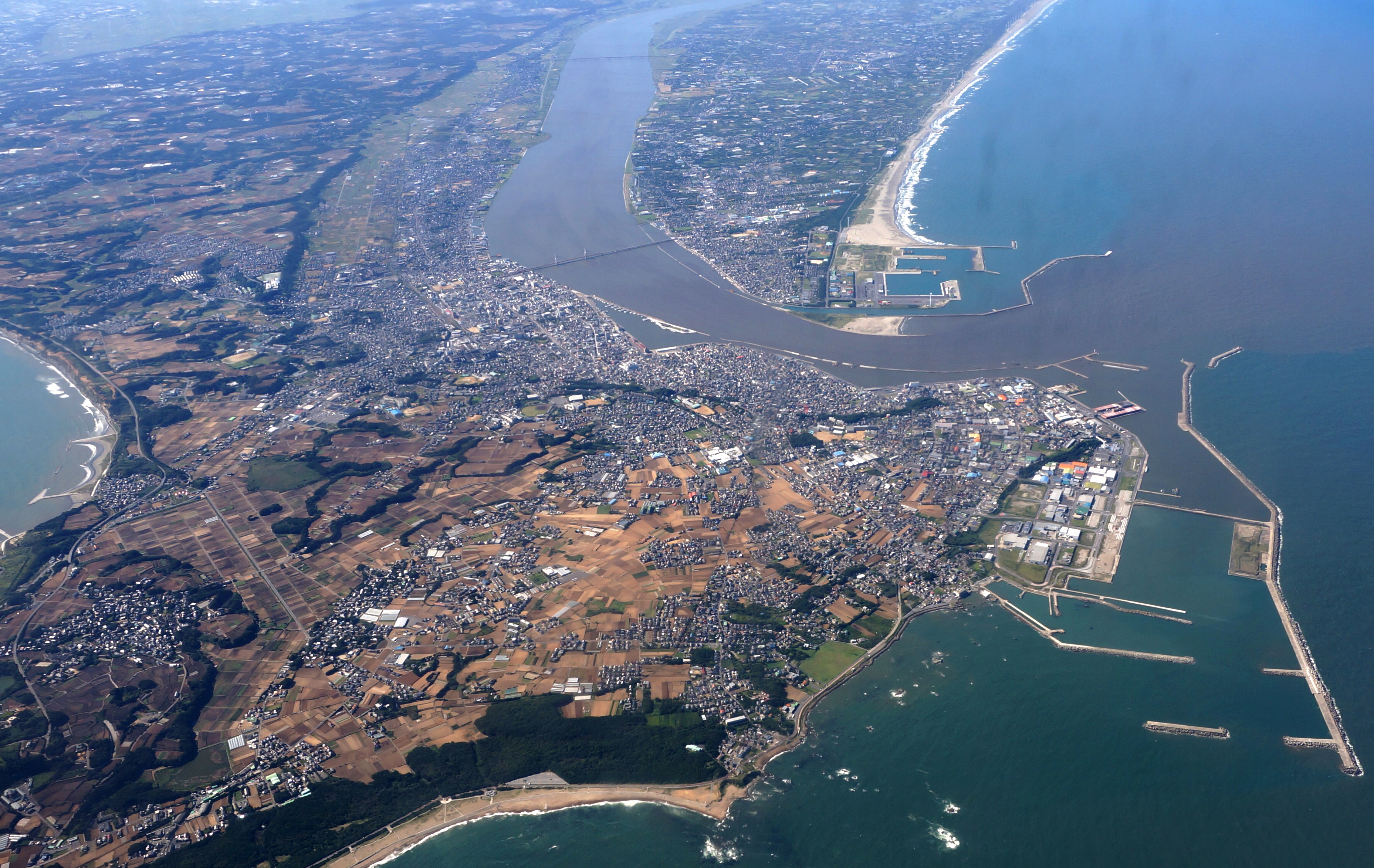
Choshi en de monding van de Tone
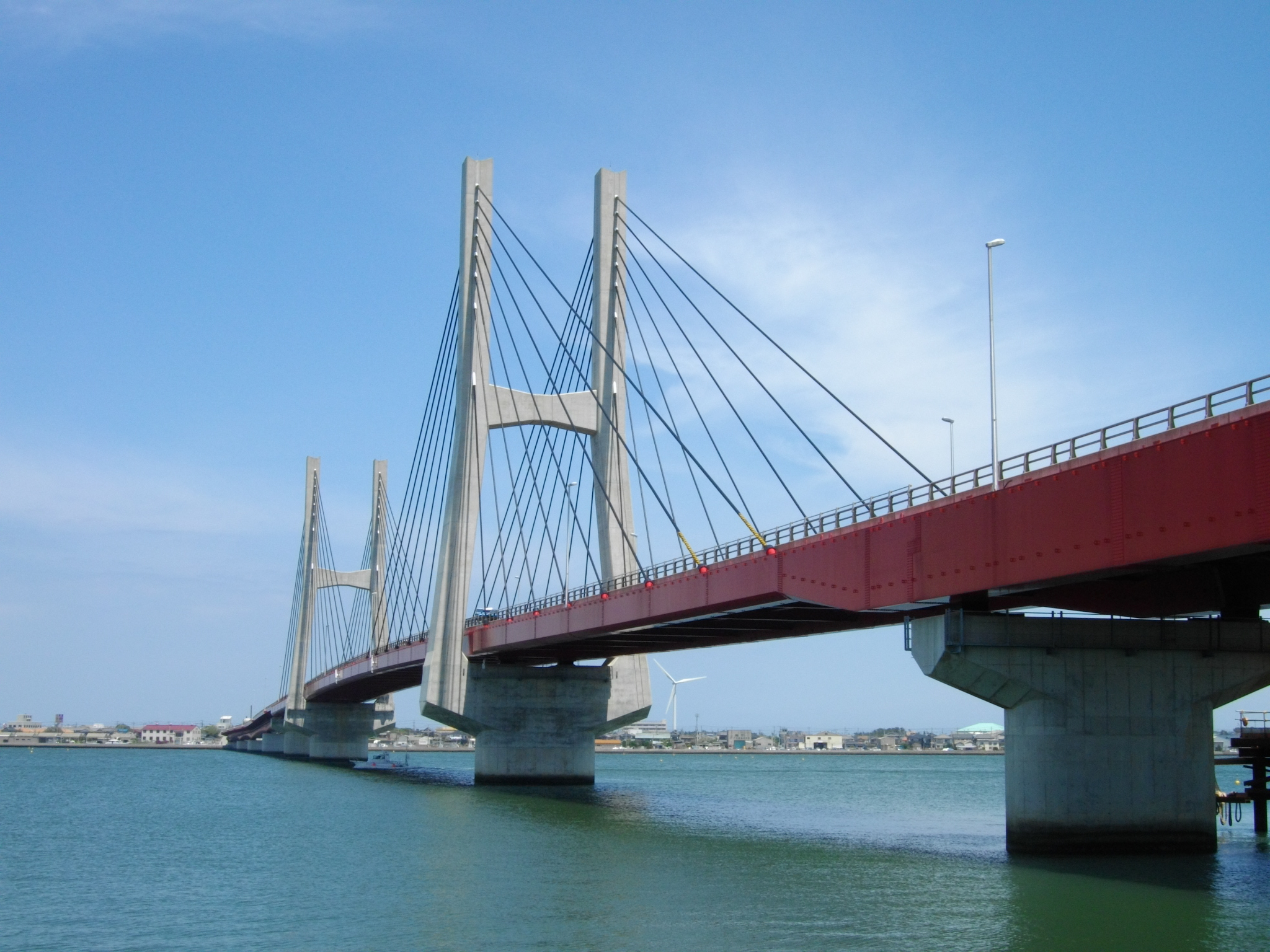
Brug over de Tone